# Hunshult
Hunshult är en ort i Osby kommun i Skåne län, belägen cirka 7 kilometer öster om Lönsboda.
I byn fanns under 1800-talet flera sågverk samt kvarn.
Enligt en artikel i tidningen Norra Skåne den 2 februari 2007 är det nordöstskånska göingemålet som mest genuint i Hunshult. "Där finns det väl några kvar som pratar riktig göingska", uttrycker en person från trakten i artikeln.